# Degerfors Volley Orion
Degerfors Volley Orion är en volleybollklubb grundad 1987. Första säsongen hade klubben ett herrlag, som året efter fick sällskap av ett damlag. Herrarna deltog i seriespel fram till 1995/1996, med även en del mer sporadiskt senare seriespel. Damlaget har varit mer slagkraftigt, ofta med flera lag i seriespel, med spel i elitserien (2017/2018 och 2018/2019) som främsta merit.